# Herb Nazaretu
Herb Nazaretu został przyjęty w dniu 2 lutego 1955 roku i opublikowany po raz pierwszy w dniu 31 maja 1962 roku.
Przedstawia położone w centrum miasta Nazaret źródło Marii Dziewicy. Przez wiele lat było to główne źródło wody pitnej w mieście, a jednocześnie ważne miejsce kultu religijnego.
Dodatkowo na oficjalnym herbie widnieje nazwa miasta w języku arabskim الناصرة i hebrajskim נצרת, lub arabskim i angielskim.